# 2022年冬季残疾人奥林匹克运动会荷兰代表团
2022年冬季残疾人奥林匹克运动会荷兰代表团是荷兰派出的2022年冬季残疾人奥林匹克运动会代表团。获得3枚银牌和1枚铜牌。